# Чіуакоатль (посада)
Чіуакоатль (Cihuacóatl) — одна з ключових посад в адміністративній ієрархії Ацтекської імперії. Іспанці називали його «віце-королем». Був найближчим радником великого тлатоані (імператора). В деяких обставинах ставав фактичнин керівником держави. Назва перекладається як «жінка-змія», що було іменем богині Чіуакоатль.

## Історія
Впроваджена в часи початку Потрійного союзу, під час володарювання Іцкоатля. Вона була проявом компромісу між двома групами знаті, які претендували на владу. У результаті такого компромісу виникла фратернальна система наслідування (влада передавалася старшому сину, потім при владі були його брати), і відповідно з'явилася посада другої особи в державі — чіуакоатля. До того ця посада відповідала посаді жерця богині Чіуакоатль.
З 1427 році посада чіуакоатля об'єднала військові, цивільні та жрецькі функції. Важливе значення мало обставина, що жерцем богині Чіуакоатль був у той час видатна особистість ацтекської історії Тлакаелель, якого часто називають батьком усіх перетворень ацтекського суспільства протягом багатьох десятиліть XV в. Після цього посада стає фактично спадковою у нащадків Тлакаелеля. В часи Монтесуми I посада чіуакоатля з'явилася в інших містах Потрійного союзу.
Втім обсяг повноважень поступово зменьшувався на користь великого тлатоані або інших посадових осіб. Проте остаточно могуть посади було знищено великим тлатоані Монтесумою II. 
Саме останній чіуакоатль Тлакотцін у 1521 році підписав акт про капітуляцію Теночтітлана. У 1528 році після знищення ацтекської імперії та руйнування Теночтітлана Ернан Кортес оголосив чіуакоатля Тлакотціна новим тлатоані, проте це протирічало традиціями. Тому ацтеки не сприйняли таке призначення.

## Функції
Посаду чіуакоатля вважають другою в державі, проте певна частина дослідників скептично ставиться до такої високої оцінці цього поста. Невиключено, на їхню думку, що джерела, що найбільш повно характеризують роль і значення чіуакоатля, виходять зі спільного документу (нині втраченого), автором якого міг бути нащадок Тлакаелеля або принаймні хтось із споріднених з ним пов'язаних осіб.
Втім чіуакоатля розглядають в ролі заступника імператора, віце-тлатоані. Він виконував функції тлатоані, коли той був відсутній, коли після смерті імператора новий ще не отримав владу (в межах декількох днів), проводив раду з виборів нового тлатоані, займався розподілом норм данини і контролем за її збором, міг, як і тлатоани, засудити до смерті, був суддею у військових та карних справах. Саме чіуакоатль відбирав вояків для нагородження, організовував військові походи і призначав очільників військових загонів.
Хоча у справах, пов'язаних з релігійним культом, великий тлатоані виконував найважливішу роль, беручи участь безпосередньо в найважливіших обрядах, повсякденний контроль за храмами здійснював саме чіуакоатль. Він мав рідкісну побутову привілей — ходити в палаці імператора у взутті (всім іншим це було заборонено). Він, як і тлатоани, вважався таким, що знаходиться під особливим заступництвом божественних сил.

## Перелік чіуакоатль
- Тлакаелель (1427–1487)
- Тлілпотонка (1487–1503)
- Тлакаелель II (1503–1520)
- Матлацінкацін (1520)
- Тлакотцін (1520–1525), після хрещення — дон Хуан Веласкес Тлакотцін.